# 1989 WC
1989 WC är en asteroid i huvudbältet som upptäcktes den 19 november 1989 av de båda japanska astronomerna Seiji Ueda och Hiroshi Kaneda i Kushiro.
Asteroiden har en diameter på ungefär 5 kilometer.